# 阿里斯特·格里尔森
阿里斯特·格里尔森 (Alister Grierson，1969年)是一名澳大利亚电影导演和编剧。生于堪培拉，毕业于澳洲國立大學（ANU）的经济与艺术专业，并在东京学习过日语。18岁以前当过澳式足球球员。在大学时，他对电影制作产生了兴趣，后来他在澳大利亚影视与广播学院学习了导演艺术。
他拍摄过15部短片，并获得三次Tropfest奖。他执导了2006年的剧情长片 Kokoda。
2009年受詹姆斯·卡梅隆邀请参与《阿凡达》的制作。2011年推出了根据真实故事改编而成的冒险片《夺命深渊》（Sanctum），全球票房超过8000万美圆，进入澳洲电影票房的前十位。